# زرشک استندلی
زرشک استندلی (نام علمی: Berberis standleyi) نام یک گونه از سرده زرشک است.